# Paracirrhites forsteri
Paracirrhites forsteri är en fiskart som först beskrevs av Schneider, 1801.  Paracirrhites forsteri ingår i släktet Paracirrhites och familjen hökfiskar (Cirrhitidae). Inga underarter finns listade i Catalogue of Life.
Arten förekommer i Indiska oceanen och Stilla havet samt i några av bihaven, till exempel i Röda havet. Utbredningsområdet sträcker sig från östra Afrika till Hawaii samt norrut till södra Japan och söderut till Nya Kaledonien och till australiska öar. Paracirrhites forsteri saknas i Persiska viken.